# Vélos en libre-service OV-fiets
OV-fiets (en français, OV-vélo) est un réseau néerlandais de vélos en libre service qui propose des vélos à des centaines d'emplacements dans les stations de chemins de fer néerlandais, de trams et de métro.
Ce système est mis en place dans plusieurs villes, dont Amsterdam, Utrecht et Rotterdam. Jusqu'au 1er janvier 2008, le OV-fiets est une association indépendante ; à partir de cette date, elle appartient à la société de chemins de fer néerlandais Nederlandse Spoorwegen.

## Principe de location pour l'usager
Les personnes voulant utiliser ce système doivent adhérer à OV-fiest. Elles reçoivent un numéro d'identification, qui donne accès aux vélos sur les places de stationnement. Ce numéro peut être enregistré sur leur carte de transports en commun (OV-kaart) ou sur une carte indépendante. En première instance, des codes-barres au dos de la carte étaient utilisés, ainsi qu'un code personnel. Désormais, un système de carte à puce est utilisé, sans code personnel. Les coûts sont prélevés automatiquement chaque mois de telle sorte qu'il n'y a pas de paiement d'acompte.
En 2017, les frais d'abonnement à l'OV-fiest sont supprimés. Il reste nécessaire de s'inscrire et d'avoir une carte.

## Développement du réseau de location et hausse du nombre d'usagers
Depuis l'introduction du système en 2003, le nombre de clients et de stations de location a considérablement augmenté. Plus de 300 stations (chemins de fer ou métro) proposent la location de vélos OV-fiets.
| Année | Emplacements | Abonnés | Vélos  | Locations |
| ----- | ------------ | ------- | ------ | --------- |
| 2004  | 70           | 11 000  | 800    | 100 000   |
| 2005  | 84           | 20 000  | 1 300  | 189 000   |
| 2006  | 101          | 30 000  | 2 500  | 250 000   |
| 2007  | 140          | 43 000  | 3 000  | 335 000   |
| 2008  | 182          | 51 000  |        | 480 000   |
| 2009  | 200          | 67 000  | 4 500  | 670 000   |
| 2010  | 226          | 85 109  | 5 000  | 850 136   |
| 2011  | 230          | 100 000 | 6 000  | 1 000 000 |
| 2012  | 240          | 140 000 |        | 1 225 000 |
| 2013  | 250          | 160 000 |        | 1 335 000 |
| 2014  | 252          | 180 000 | 8 500  | 1 530 000 |
| 2015  | 277          | 177 000 |        | 1 900 000 |
| 2016  | 290          | 200 000 | 8 500  | 2 400 000 |
| 2017  | 300          | 500 000 | 14 500 | 3 200 000 |
| 2018  | 300          | 750 000 | 20 500 | 4 200 000 |
| 2019  | 300          | 890 000 | 20 500 | 5 200 000 |

## Autres locations

### OV-bike@home
OV-bike@home est un test de toutes les stations de Utrecht Centraal et Den Haag Centraal, afin de limiter l'espace de stockage des vélos. Les cyclistes ont la possibilité de garder leur vélo OV-fiets pendant la nuit à la maison. Ainsi, le matin, l'utilisateur peut se rendre à une station, où le vélo est rendu pour être loué à de nouvelles personnes. Il peut reprendre un vélo dans la soirée pour repartir à son domicile. De cette façon, les vélos OV-fiets sont utilisés de manière plus intensive.

### Anciens systèmes de location

#### Vélo électrique

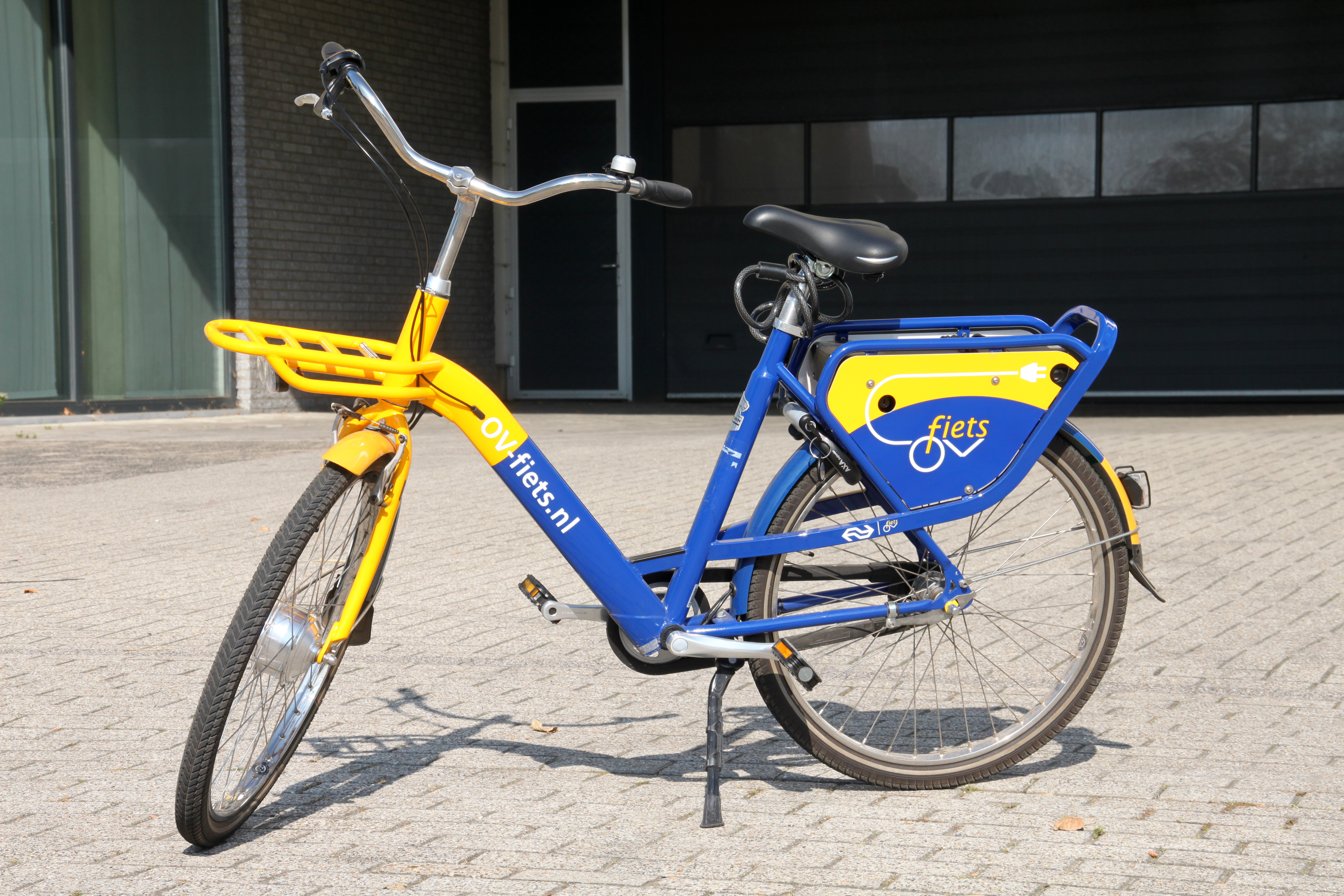
Vélo électrique en libre service à Eindhoven.

Entre 2011 et 2014, un nombre limité de stations ont proposé la location de vélos électriques. Ces essais visaient les cyclistes intéressés par des trajets sur de longues distances. L'essai a été arrêté en 2015.

## Galerie

Vélos en libre-service OV-fiets
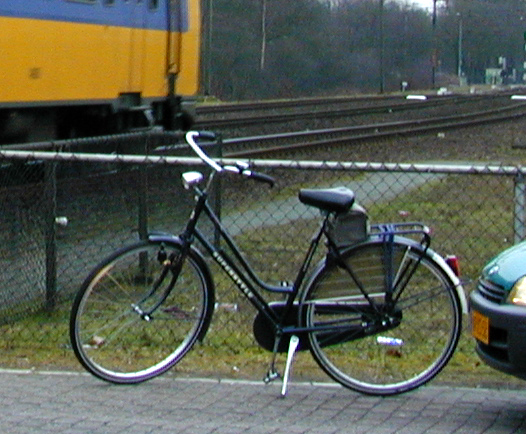
Ancien modèle de vélo.
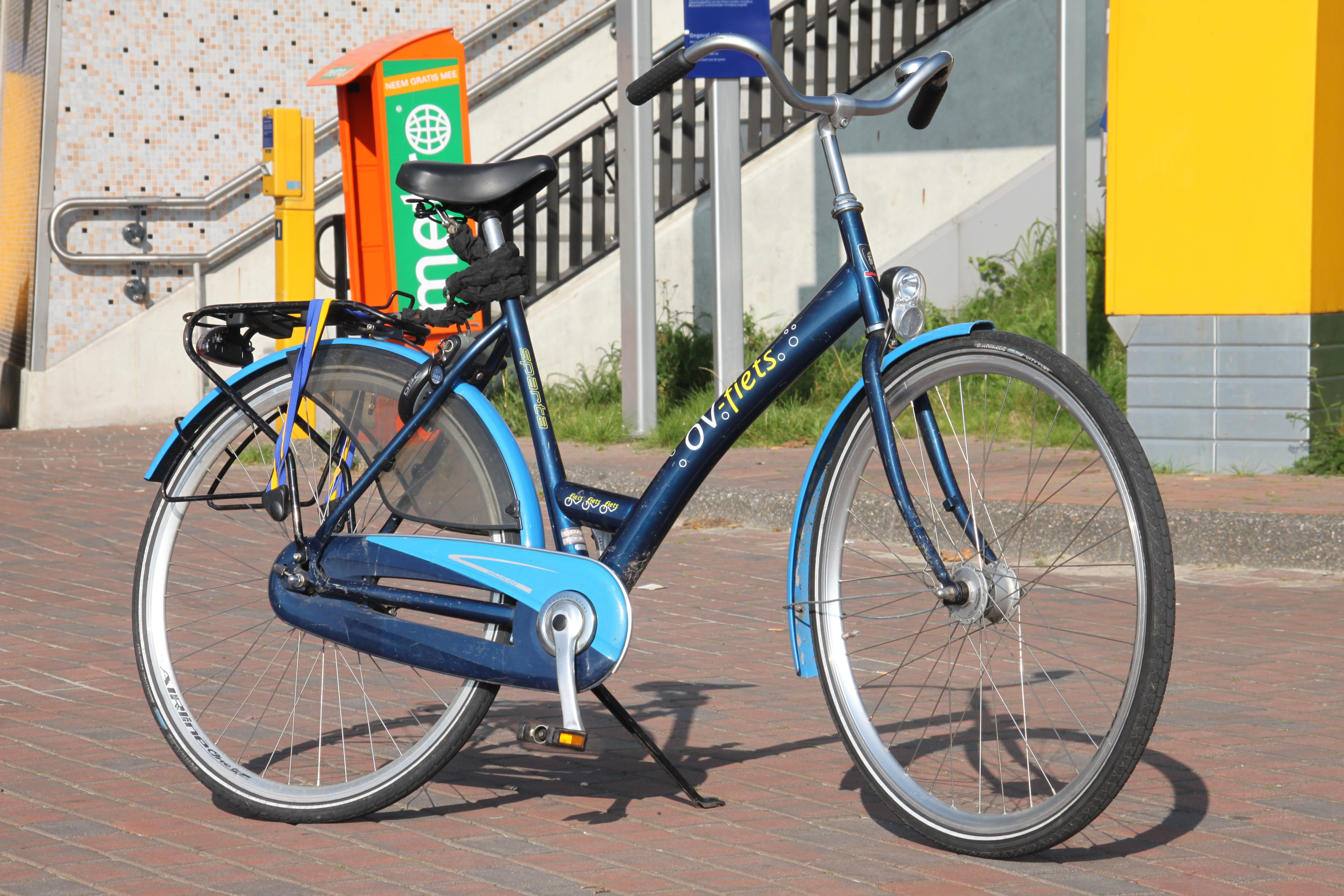
Modèle récent.
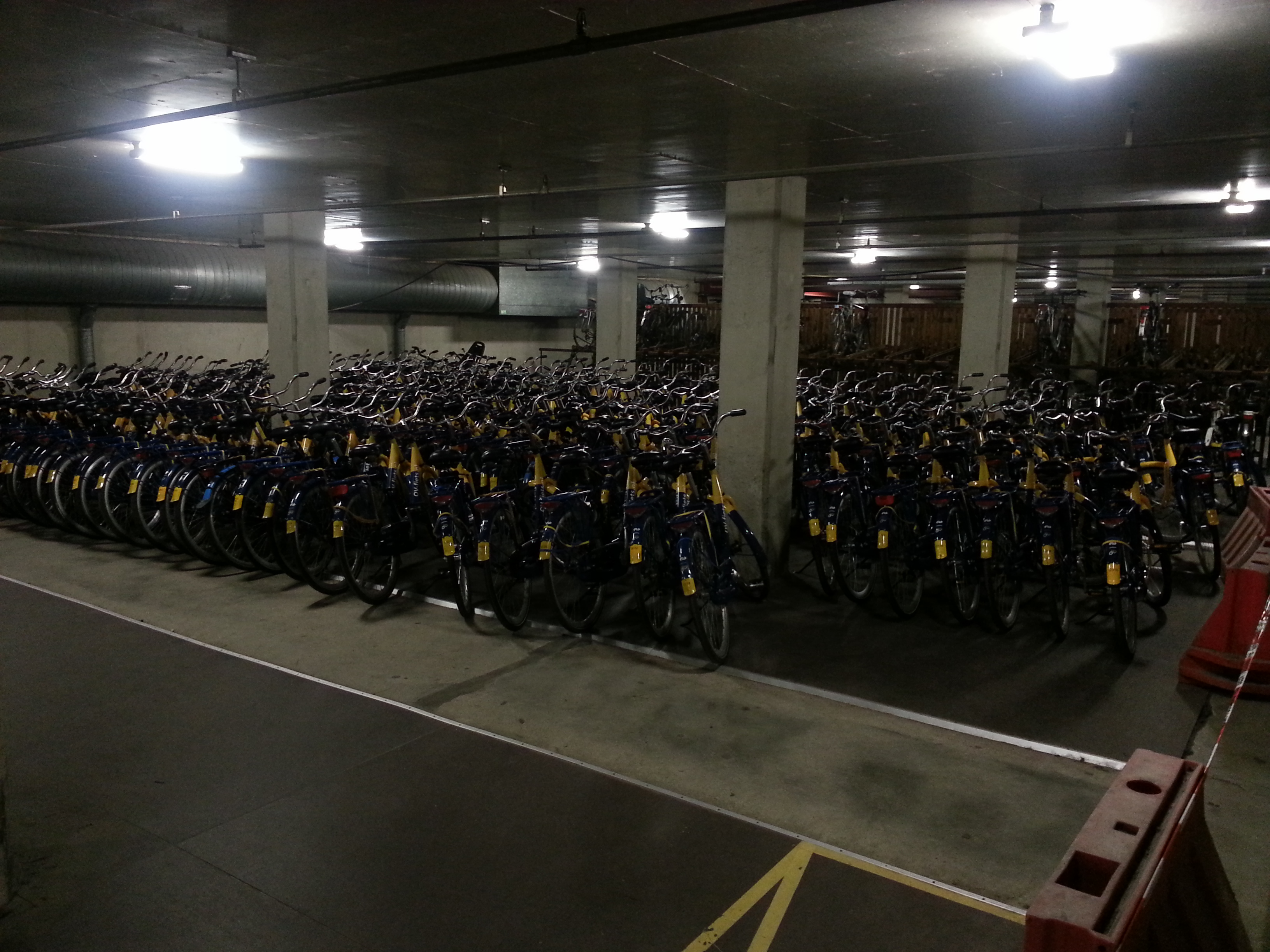
Espace de parking à la station de La Haye.
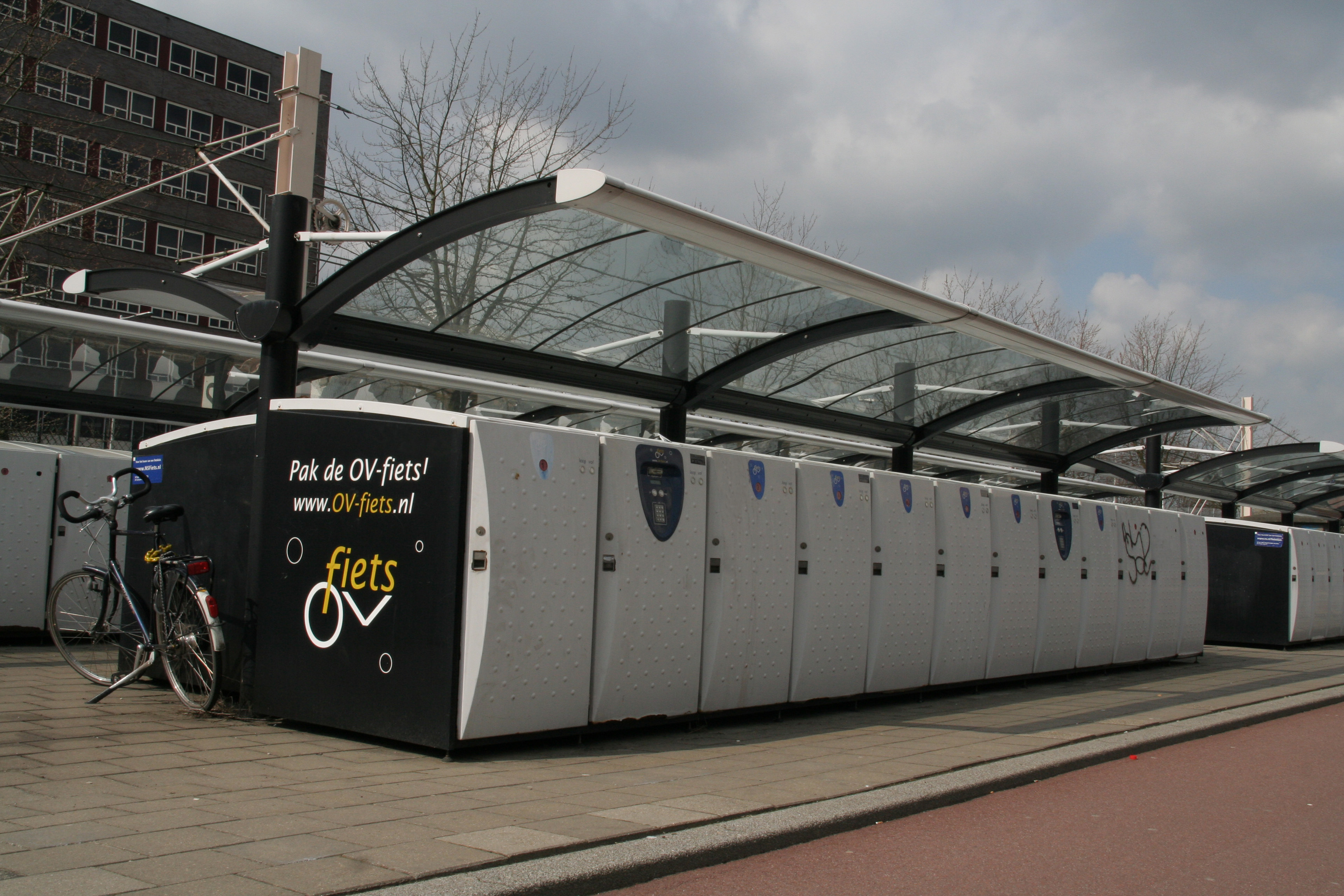
Garage en libre-service à la gare de Rotterdam Alexander.
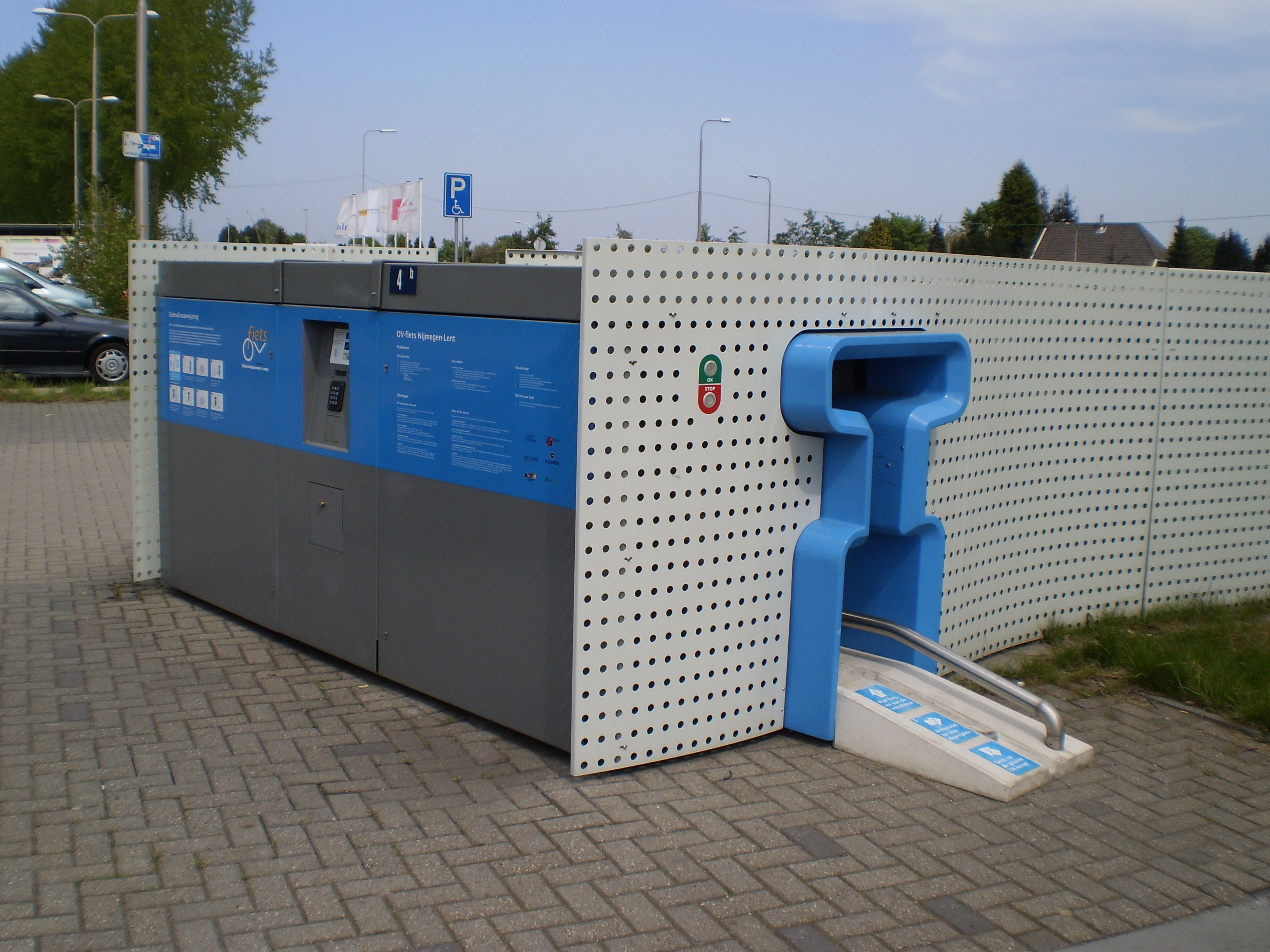
Distributeur automatique de vélos à la station de Nimègue.